# Mihály Munkácsy

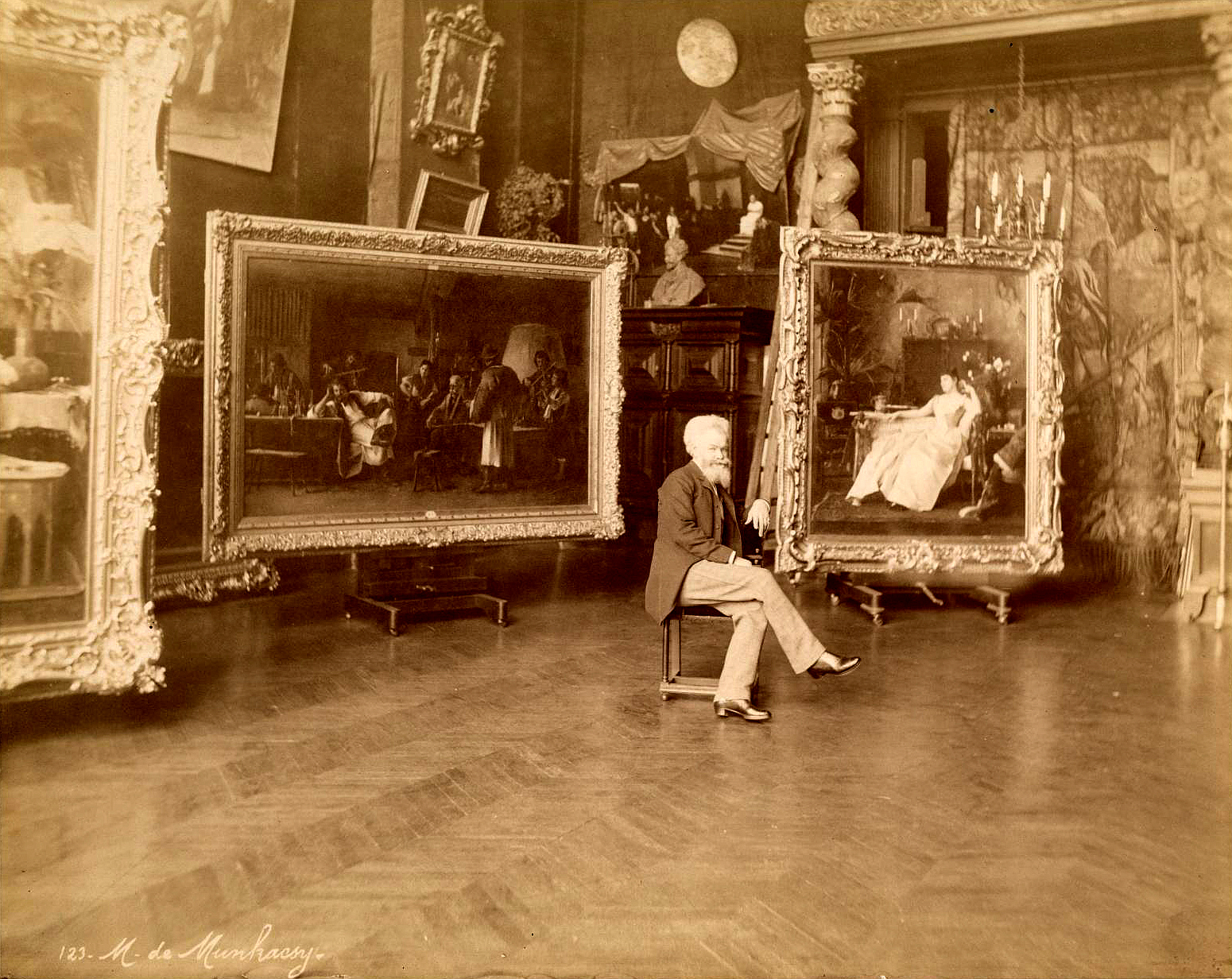
Mihály Munkácsy

Mihály Munkácsy (vl. jménem Mihály Lieb; 20. února 1844 v Mukačevu (Munkács, dnes ukrajinská Zakarpatská oblast) – 1. května 1900, Endenich, Německo) byl maďarský malíř žijící v Paříži, který získal světovou proslulost svou žánrovou malbou a velkou škálou biblických maleb.

## Kariéra
Poté, co vstoupil do učení k malíři Eleku Szamossymu, Munkácsy odjíždí do Pešti, kde se snaží získat patronát některého ze zavedených umělců. S pomocí krajináře Antala Ligetiho získává státní stipendium a tímto je mu umožněno studium v zahraničí. V roce 1865 studuje na Vídeňské akademii pod vedením Karla Rahla. V roce 1866 odjíždí studovat na Mnichovskou akademii a v tomtéž roce se stěhuje do Düsseldorfu studovat u populárního žánrového malíře Ludwiga Knause. V roce 1867 cestuje do Paříže, aby navštívil Světovou výstavu. Po této cestě se jeho styl stal mnohem volnější, s širšími tahy štětce a tónovanými barevnými schématy – byl pravděpodobně ovlivněn moderní francouzskou malbou, kterou viděl na výstavě. Munkacsy své první mistrovské dílo namaloval v roce 1869 (Poslední den odsouzencův), které bylo nadšeně přijato. Tento obraz byl oceněn zlatou medailí na Pařížském salonu v roce 1870. Munkácsy se stal okamžitě slavným a rozhodl se přestěhovat do Paříže.
Časná Munkácsyho tvorba je charakteristická scénami převážně z denního života sedláků a chudiny. Nejprve napodoboval malebný, teatrální styl svých maďarských současníků, žánrových malířů (Károly Lotz, János Jankó), z obrazů jsou to např. Kotel (1864) či Velikonoční veselice (1865). V následujících letech se více soustředil na malování krajin, do nichž umísťoval své postavy (Bouře v pustě, 1867). Od düsseldorfských žánrových malířů převzal znázorňování rozdílných emocí postav a jejich umístění do skupin (Poslední den odsouzencův, 1869). Munkácsy dále pokračoval tímto směrem a maloval žánrové obrazy jako Výroba cupaniny (1871) a Žena sbírající chrastí (1873).
Na konci 70. let 19. století pracoval v Barbizonu, společně se svým přítelem, maďarským krajinářem László Paálem. Tam maloval svěží, sytě barevné krajiny. V roce 1878 namaloval historický obraz Slepý Milton diktuje své dceři Ztracený ráj, který se stal novým milníkem v jeho tvorbě. Scéna tohoto historického obrazu je umístěna do nábytkem bohatě vybaveného pokoje. Obraz byl zakoupen (a úspěšně prodán) v Rakousku narozeným obchodníkem s uměním Charlesem Sedelmeyerem, který Munkácsymu nabídl kontrakt na 10 let. Tímto se stal z Munkácsyho zámožný muž a s konečnou platností upevnil své členství v pařížském uměleckém světě. Sedelmeyer chtěl po Munkácsym, aby maloval rozsáhlá plátna, která by vystavoval on sám. Dohodli se, že nejlepší jsou výjevy z Bible.
V roce 1882 namaloval Munkácsy Krista před Pilátem, následovala Golgota (1884) a trilogie byla uzavřena obrazem Ecce homo (1896). Tyto obrovské obrazy byly vystavovány v mnoha evropských městech a také v USA. Všechny tři obrazy koupil americký milionář John Wanamaker, který je každé Velikonoce vystavoval ve svém obchodním domě ve Philadelphii. Dnes je možné tato díla spatřit v maďarském Debrecínu.
Munkácsy neopustil žánrovou malbu, změnila se však technika. V roce 1880 namaloval mnoho takzvaných salonních obrazů – scény jsou umístěny do bohatě vybavených pokojů v domovech zámožných lidí. Nejčastěji ztvárňovanými objekty byly mateřství (Návštěva u dítěte – 1879), šťastné okamžiky z domácího života (Tatínkovy narozeniny, 1882), děti a zvířata (Dvě rodiny v salonu, 1880). Jeho elegantně oblečené, pěkné mladé ženy se objevují i v krajinomalbách (Tři dámy v parku, 1886). Tyto obrazy si získaly vysokou popularitu (především mezi americkými kupci) a prodávaly se za vysoké ceny. Vedle těchto urbanistických objektů Munkácsy také pokračoval v malování venkovských scén a pozoruhodných krajin, které silně evokují emoce. V soukromém životě byl Munkácsy přecitlivělý člověk, který si stále nebyl sám sebou jistý a potřeboval být ujišťován o svém talentu. Po roce 1890 jeho deprese přerostla ve vážné psychické onemocnění, umocněné pravděpodobně příjicí, kterou se nakazil v mládí. Jeho poslední obrazy jsou neklidné a někdy až excentrické (Svědek květin, 1896). Zemřel v psychiatrické léčebně v roce 1900.

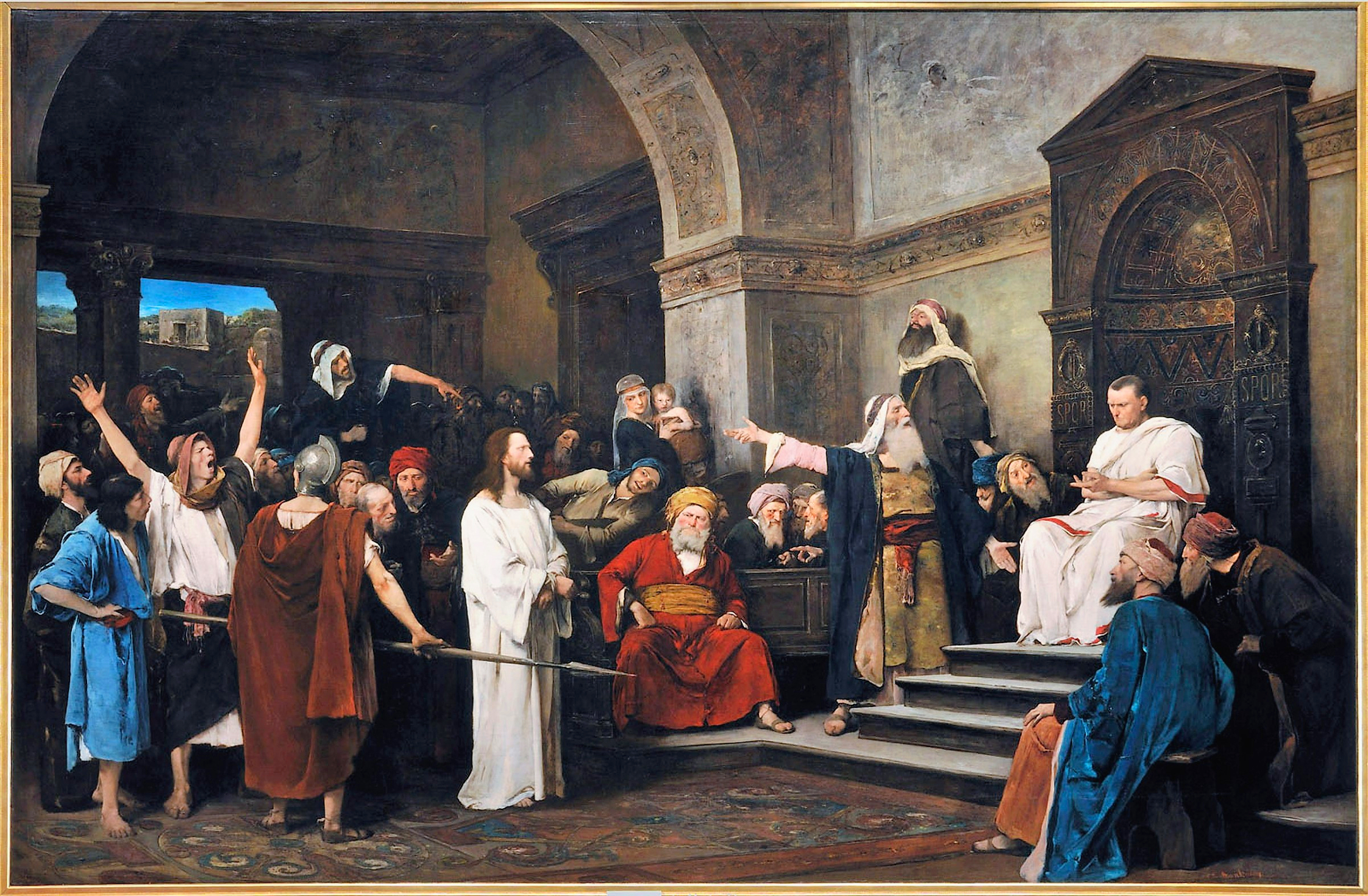
Ježíš před Pilátem, 1881
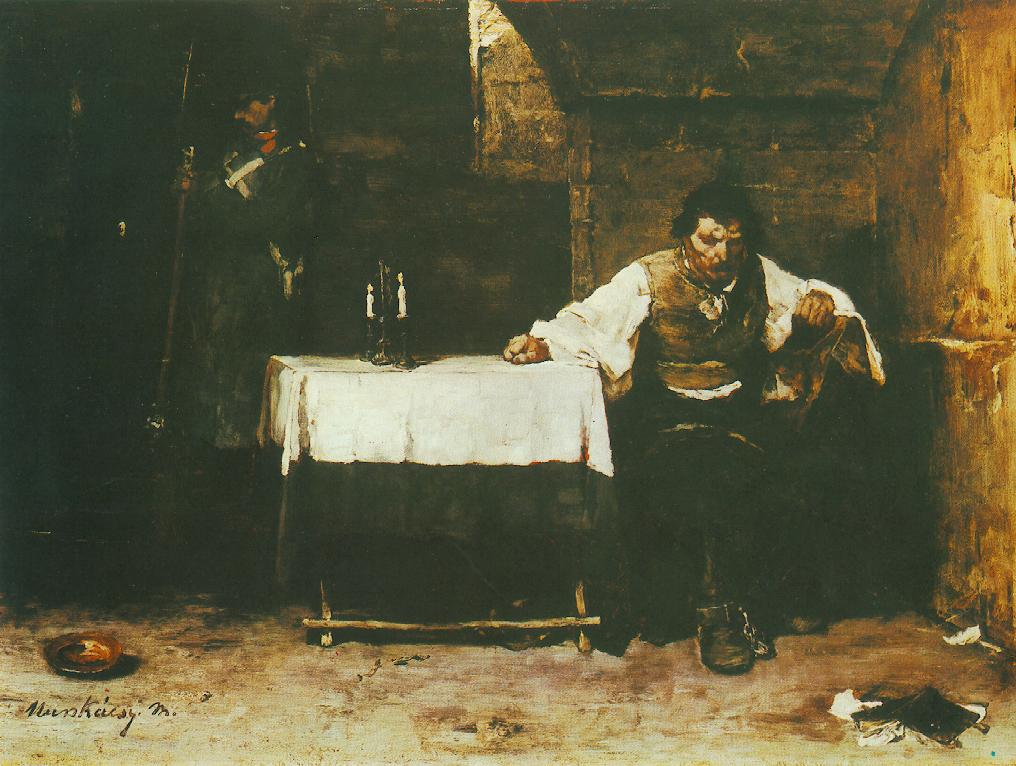
Poslední den odsouzencův – detail, 1869
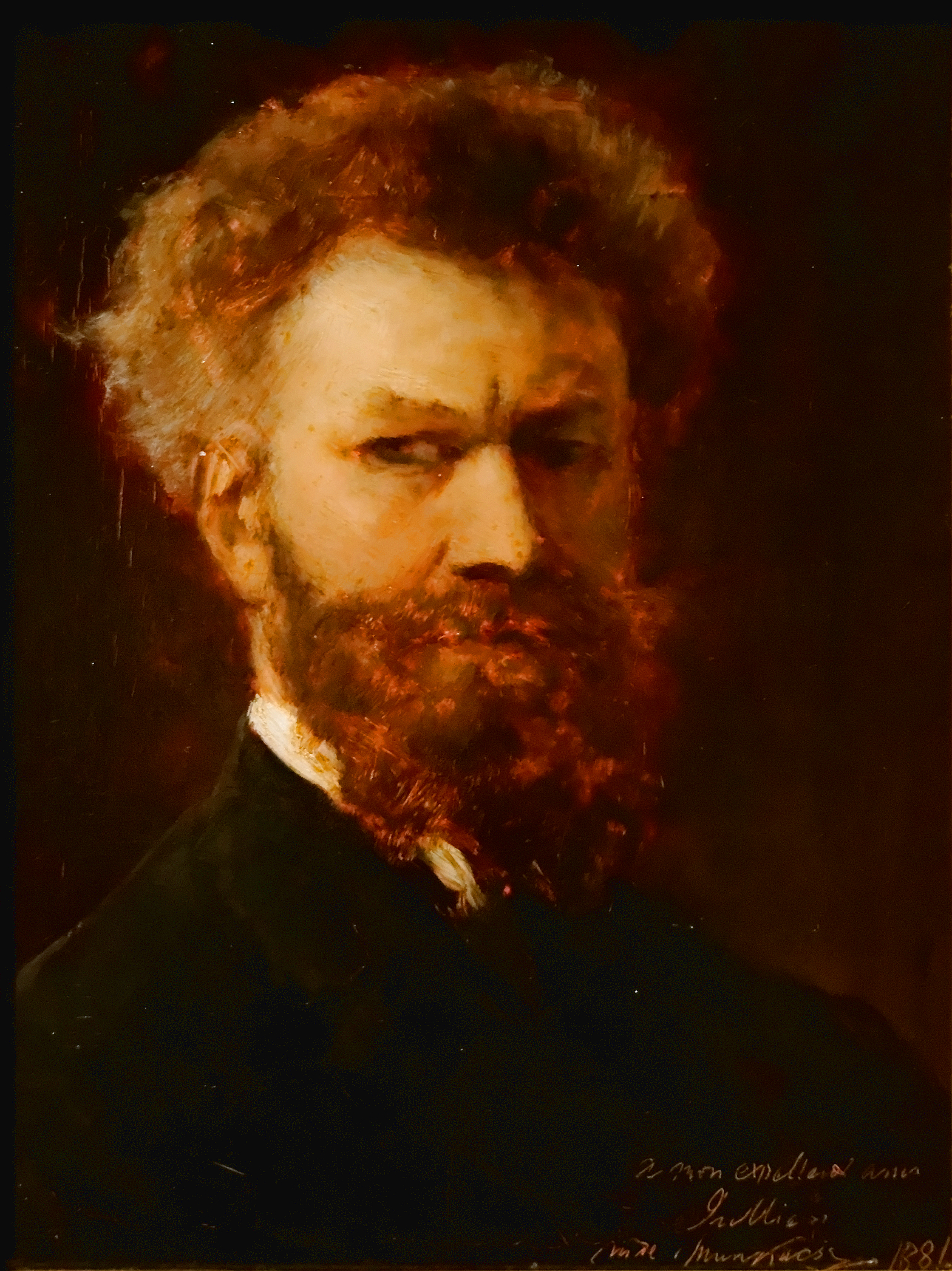
Autoportrét, 1881
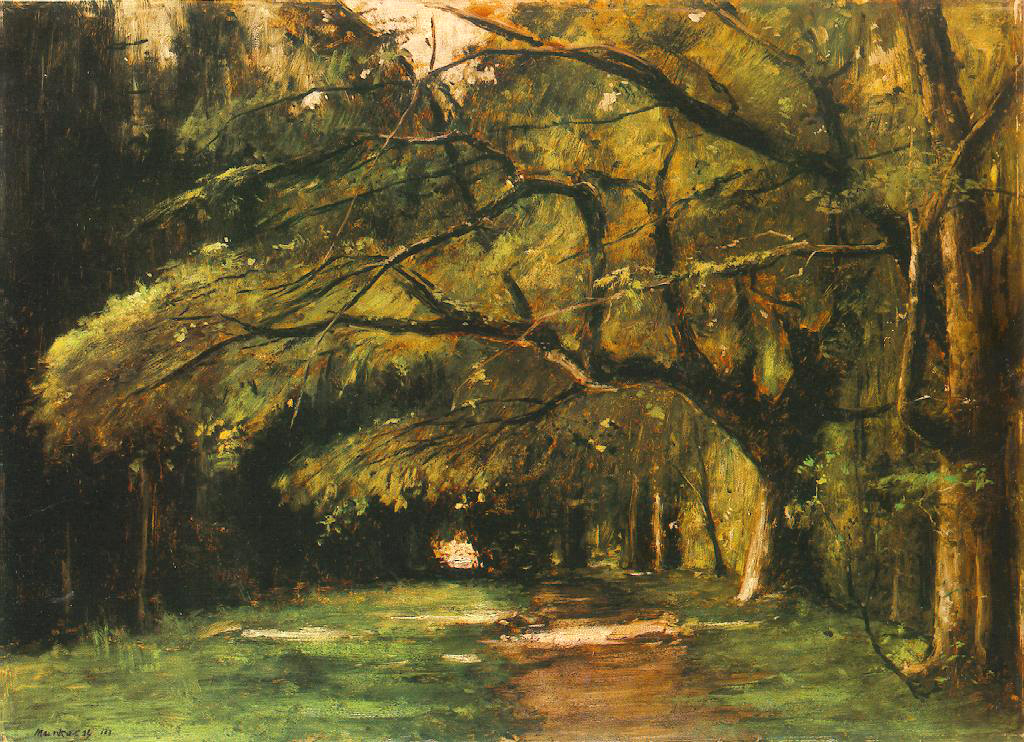
Park v Kolpechu